# Joris Dumery
Pour les articles homonymes, voir Dumery.
Joris Dumery, né à Hoves (désormais une partie de Silly) en 1715 et mort à Bruges le 1er août 1787, est un fondeur de cloches et constructeur de carillons. Il était marié à Maria d'Hondt, originaire de Hilvarenbeek et qui venait d'une famille d'horlogers. Il était apprenti chez Alexis Jullien à Lierre.
Il est venu vivre à Bruges pour construire le carillon du beffroi de Bruges en 1741.